# Fcγ-Rezeptor IIIa
Fcγ-Rezeptor IIIa (synonym CD16a, FcγRIIIα) ist ein Oberflächenprotein aus der Gruppe der Fc-Rezeptoren.

## Eigenschaften
Als Fcγ-Rezeptor bindet CD16a mit niedriger Affinität an die Fc-Region des Immunglobulin G, mit oder ohne gebundene Antigene. Es wird von NK-Zellen, Makrophagen und manchen T-Zellen und plazentalen Trophoblasten gebildet. CD16a ist an der antikörperabhängigen zellvermittelten Zytotoxizität (ADCC) und der Phagozytose beteiligt, im Gegensatz zum nahe verwandten CD16b. CD16a enthält intrazellulär ein ITAM und ist glykosyliert.